# 라리가 2018-19
라리가 2018-19(스페인어: Primera División de España 2018-19, 협찬사의 이름을 따 라리가 산탄데르로도 불림)는 스페인 축구 1부 리그인 프리메라 디비시온의 88번째 시즌이다. 이 시즌은 2018년 8월 17일에 개막하여 2019년 5월 19일에 막을 내렸다. 시즌 일정은 2018년 7월 24일에 발표되었다. 이 시즌을 기점으로 라 리가에 비디오 판독심이 공식적으로 도입되었다.
전 시즌 우승을 거둔 바르셀로나는 2019년 4월 27일에 레반테와의 경기에서 승리하면서 시즌 세 경기를 남기고 2년 연속 우승이자 통산 26번째 리그 우승을 거두었다. 우에스카, 라요 바예카노, 그리고 바야돌리드가 세군다 디비시온에서 합류했다. 이 세 구단은 전 시즌 끝에 세군다 디비시온으로 강등당한 말라가, 라스 팔마스, 그리고 데포르티보를 대신하게 되었다.

## 참가 구단

### 참가 구단의 변동
총 20개 구단이 리그에 참가했는데, 이 중 17개 구단은 2017-18 시즌에도 참가했던 구단들이며, 나머지 3개 구단은 세군다 디비시온에서 승격한 구단들이다. 승격한 세 구단들 중 둘은 세군다 디비시온에서 상위 두 자리를 차지한 구단들이고, 나머지 하나는 플레이오프전에서 승리한 구단이다.
세군다 디비시온으로 강등된 구단들
처음으로 라 리가에서 강등이 확정된 구단은 말라가였다. 안달루시아 연고 구단은 2018년 4월 19일에 레반테와의 경기에서 막판에 0-1로 패하면서 강등이 확정되어 라 리가 연속 참가 연수를 10년째에서 멈춰야 했다.
그 다음으로 강등이 확정된 구단은 라스 팔마스로, 2018년 4월 22일에 알라베스와의 안방 경기에서 0-4로 패하면서 3년 만에 2부 리그로 강등되었다.
마지막으로 강등을 확정지은 구단은 데포르티보로, 2018년 4월 29일에 바르셀로나와의 안방 경기에서 2-4로 패하면서 1부 리그 잔류에 실패했다. 그 결과 데포르티보는 근 7년 동안 3번 강등된 꼴이 되었고, 바르셀로나의 25번째 리그 우승을 헌납하기까지 했다.
세군다 디비시온에서 승격한 구단들
2018년 5월 21일, 우에스카는 루고 원정에서 2-0으로 이기면서 사상 첫 라 리가 승격을 이룩했다.
라요 바예카노는 우에스카에 이어 라 리가 승격을 확정지은 구단으로 2018년 5월 27일에 역시 루고와의 경기에서 1-0으로 이기면서 1부 리그에 복귀했다. 라요는 그 전까지 2년 동안 세군다 디비시온에 있었다.
마지막으로 승격을 확정지은 구단은 바야돌리드로 스포르팅 히혼과 누만시아를 플레이오프전에서 이기고 승격했다. 바야돌리드는 4년 만에 1부 리그 무대에 복귀했다.
또한 이 시즌은 라스 팔마스가 강등되고 테네리페는 승격 플레이오프전조차 진출하지 못하면서 2014-15 시즌 이래 섬 지방(발레아레스 제도와 카나리아 제도) 연고 구단이 1부 리그에 참가하지 않은 구단이 되었다.

### 구단별 구장 및 위치
셀타 비고는 아방카와 협찬 계약을 체결해 구장명을 아방카-발라이도스로 개칭했다.
| 구단                | 연고지                 | 경기장                 | 관중수 |
| ------------------- | ---------------------- | ---------------------- | ------ |
| 알라베스            | 비토리아-가스테이스    | 멘디소로차             | 19,840 |
| 아틀레틱 빌바오     | 빌바오                 | 산 마메스              | 53,000 |
| 아틀레티코 마드리드 | 마드리드               | 메트로폴리타노 경기장  | 68,000 |
| 바르셀로나          | 바르셀로나             | 캄 노우                | 99,354 |
| 베티스              | 세비야                 | 베니토 비야마린        | 60,721 |
| 셀타 비고           | 비고                   | 아방카-발라이도스      | 29,000 |
| 에이바르            | 에이바르               | 이푸루아               | 7,083  |
| 에스파뇰            | 코르넬랴 데 료브레가트 | RCDE 스타디움          | 40,000 |
| 헤타페              | 헤타페                 | 콜리세움 알폰소 페레스 | 17,000 |
| 지로나              | 지로나                 | 몬틸리비               | 13,500 |
| 우에스카            | 우에스카               | 엘 알코라스            | 7,638  |
| 레가네스            | 레가네스               | 부타르케               | 12,450 |
| 레반테              | 발렌시아               | 발렌시아 시립 경기장   | 26,354 |
| 라요 바예카노       | 마드리드               | 바예카스               | 14,708 |
| 레알 마드리드       | 마드리드               | 산티아고 베르나베우    | 81,044 |
| 레알 소시에다드     | 산 세바스티안          | 아노에타               | 32,000 |
| 세비야              | 세비야                 | 산체스 피스후안        | 43,883 |
| 발렌시아            | 발렌시아               | 메스타야               | 55,000 |
| 바야돌리드          | 바야돌리드             | 호세 소리야            | 26,512 |
| 비야레알            | 비야레알               | 라 세라미카            | 23,500 |

### 국외 경기 추진
2018년 8월 16일, 라 리가는 렐러번트 스포츠(인터내셔널 챔피언스컵 주최사)와 15년 계약을 체결해, 미국에서의 1경기 진행 계획을 추진했다. 계획이 성사될 경우 사상 첫 라 리가 해외 진행으로 기록되었을 것이었다. 원 계획에 따르면, 지로나와 바르셀로나와의 경기가 마이애미에서 진행될 예정이었고, 스페인 왕립 축구 연맹의 승인 요청 시점까지 계획이 진행되었다. 2018년 9월 21일, 스페인 왕립 축구 연맹은 마이애미에서의 리그 경기 개최 계획을 반려했다. 2018년 10월 26일, 스페인 왕립 축구 연맹의 지도 요청에 따라, 미국 축구 연맹, 북중미카리브 축구 연맹, 그리고 FIFA 위원회는 라 리가의 제안을 놓고 토론했다. 회의에서, FIFA 위원회는 "축구 주주회의 의견에 동의하며, 연맹은 리그 공식 경기는 각 협회의 관할 영역에서 진행되어야 한다는 원칙을 강조한다"고 발표했다. 2018년 12월 13일, 바르셀로나는 마이애미 경기에서 참가할 의사를 계획의 백지화에 따라 없는 일로 만들었다.

### 자치주별 구단
출처:
|   | 자치주           | 구단 수 | 구단                                                                |
| - | ---------------- | ------- | ------------------------------------------------------------------- |
| 1 | 마드리드         | 5       | 아틀레티코 마드리드, 헤타페, 레가네스, 라요 바예카노, 레알 마드리드 |
| 2 | 바스크           | 4       | 알라베스, 아틀레틱 빌바오, 에이바르, 레알 소시에다드                |
| 3 | 카탈루냐         | 3       | 바르셀로나, 에스파뇰, 지로나                                        |
| 3 | 발렌시아         | 3       | 레반테, 발렌시아, 비야레알                                          |
| 5 | 안달루시아       | 2       | 베티스, 세비야                                                      |
| 6 | 아라곤           | 1       | 우에스카                                                            |
| 6 | 카스티야 이 레온 | 1       | 바야돌리드                                                          |
| 6 | 갈리시아         | 1       | 셀타 비고                                                           |

### 구단 인사 및 협찬사
| 구단                | 감독                   | 주장                | 유니폼 제작사 | 협찬사                                                                                   |
| ------------------- | ---------------------- | ------------------- | ------------- | ---------------------------------------------------------------------------------------- |
| 알라베스            | 아벨라르도 페르난데스  | 마누 가르시아       | 켈미          | 벳웨이, LEA,1 아라바-알라바,2 인테그라 에네르히아,3 에우스칼텔3                          |
| 아틀레틱 빌바오     | 가이스카 가리타노      | 마르켈 수사에타     | 뉴 발란스     | 쿠차은행                                                                                 |
| 아틀레티코 마드리드 | 디에고 시메오네        | 디에고 고딘         | 나이키        | 플러스500, 현대2                                                                         |
| 바르셀로나          | 에르네스토 발베르데    | 리오넬 메시         | 나이키        | 라쿠텐, UNICEF,1 베코2                                                                   |
| 베티스              | 키케 세티엔            | 호아킨              | 카파          | 그린어스, 레알레 보험사,2 비사커,3 OTC 데스크4                                           |
| 셀타 비고           | 프란 에스크리바        | 우고 마요           | 아디다스      | 에스트레야 갈리시아 0,0, 아방카,1 레칼비 그룹3                                           |
| 에이바르            | 호세 루이스 멘딜리바르 | 아시에르 리에스고   | 푸마          | AVIA, 히코키2                                                                            |
| 에스파뇰            | 루비                   | 하비 로페스         | 켈미          | 리비에라 마야, 인주13                                                                    |
| 헤타페              | 호세 보르달라스        | 호르헤 몰리나       | 호마          | 테크노카사 그룹, 레알레 보험사,2 @헤타페축구단3                                          |
| 지로나              | 에우세비오 사크리스탄  | 알렉스 그라넬       | 엄브로        | 마라톤벳, 브라바 해안2                                                                   |
| 우에스카            | 프란시스코             | 후안호 카마초       | 켈미          | 마법의 우에스카, DISA,1 보데가 솜모스,1 코세이사 그룹,2 엘 도라도,3 암바르 0,03          |
| 레가네스            | 마우리시오 펠레그리노  | 우나이 부스틴사     | 호마          | 벳웨이, 마드리드 삼빌 아웃렛,2 비사커,3 아리아가 조합3                                   |
| 레반테              | 파코 로페스            | 페드로 로페스       | 마크론        | 벳웨이, 발레아리아1                                                                      |
| 라요 바예카노       | 파코 헤메스            | 아드리 엠바르바     | 켈미          | 크레디테아,1 모달리아닷컴1                                                               |
| 레알 마드리드       | 지네딘 지단            | 세르히오 라모스     | 아디다스      | 에미레이트 항공                                                                          |
| 레알 소시에다드     | 이마놀 알과실          | 아시에르 이야라멘디 | 마크론        | 쿠차은행,1 레알레 보험사2                                                                |
| 세비야              | 호아킨 카파로스        | 세르히오 에스쿠데로 | 나이키        | 플레이티카, 벳페어,2 에버FX3                                                             |
| 발렌시아            | 마르셀리노             | 다니 파레호         | 아디다스      | BLU, 비인 스포츠,1 세스데르마,2 알파 로메오3                                             |
| 바야돌리드          | 세르히오 곤살레스      | 하비 모야노         | 험멜          | 쿠아트로 라야스, 카스티야 이 레온 주 정부,1 인테그라 에네르히아,2 바야돌리드 문화관광부3 |
| 비야레알            | 하비에르 카예하        | 브루노              | 호마          | 파메사 도자기, 전진하라2                                                                 |

1. ^ 유니폼 후면에 부착.
2. ^ 유니폼 소매에 부착.
3. ^ 하의에 부착.
4. ^ 원정 유니폼에 부착.
1. ↑  본래 주장이었던 알렉산데르 시마노프스키가 치골 부상으로 빠짐에 따라 부스틴사가 시즌 잔여 기간 동안 주장을 맡았다.

### 감독 교체
| 구단            | 해임 감독            | 해임 사유              | 해임 일자        | 리그 순위 | 취임 감독             | 취임 일자        |
| --------------- | -------------------- | ---------------------- | ---------------- | --------- | --------------------- | ---------------- |
| 셀타 비고       | 후안 카를로스 운수에 | 경질                   | 2018년 5월 21일  | 개막 전   | 안토니오 모아메드     | 2018년 5월 22일  |
| 지로나          | 파블로 마친          | 세비야로 이적          | 2018년 5월 28일  | 개막 전   | 에우세비오 사크리스탄 | 2018년 6월 7일   |
| 레알 마드리드   | 지네딘 지단          | 사임                   | 2018년 5월 31일  | 개막 전   | 훌렌 로페테기         | 2018년 6월 12일  |
| 레알 소시에다드 | 이마놀 알과실        | 계약 만료              | 2018년 6월 30일  | 개막 전   | 아시에르 가리타노     | 2018년 5월 24일  |
| 우에스카        | 루비                 | 계약 만료              | 2018년 6월 30일  | 개막 전   | 레오 프랑코           | 2018년 5월 28일  |
| 세비야          | 호아킨 카파로스      | 대행 기간 만료         | 2018년 6월 30일  | 개막 전   | 파블로 마친           | 2018년 5월 28일  |
| 에스파뇰        | 다비드 가예고        | 대행 기간 만료         | 2018년 6월 30일  | 개막 전   | 루비                  | 2018년 6월 3일   |
| 레가네스        | 아시에르 가리타노    | 레알 소시에다드로 이적 | 2018년 6월 30일  | 개막 전   | 마우리시오 펠레그리노 | 2018년 6월 2일   |
| 아틀레틱 빌바오 | 호세 앙헬 시간다     | 상호 계약 해지         | 2018년 6월 30일  | 개막 전   | 에두아르도 베리소     | 2018년 5월 31일  |
| 우에스카        | 레오 프랑코          | 경질                   | 2018년 10월 9일  | 20위      | 프란시스코            | 2018년 10월 10일 |
| 레알 마드리드   | 훌렌 로페테기        | 경질                   | 2018년 10월 29일 | 9위       | 산티아고 솔라리       | 2018년 10월 30일 |
| 셀타 비고       | 안토니오 모아메드    | 경질                   | 2018년 11월 12일 | 14위      | 미겔 카르도수         | 2018년 11월 12일 |
| 아틀레틱 빌바오 | 에두아르도 베리소    | 경질                   | 2018년 12월 4일  | 18위      | 가이스카 가리타노     | 2018년 12월 4일  |
| 비야레알        | 하비에르 카예하      | 경질                   | 2018년 12월 10일 | 17위      | 루이스 가르시아       | 2018년 12월 10일 |
| 레알 소시에다드 | 아시에르 가리타노    | 경질                   | 2018년 12월 26일 | 15위      | 이마놀 알과실         | 2018년 12월 26일 |
| 비야레알        | 루이스 가르시아      | 경질                   | 2018년 1월 29일  | 19위      | 하비에르 카예하       | 2019년 1월 29일  |
| 셀타 비고       | 미겔 카르도수        | 경질                   | 2019년 3월 3일   | 17위      | 프란 에스크리바       | 2019년 3월 3일   |
| 레알 마드리드   | 산티아고 솔라리      | 경질                   | 2019년 3월 11일  | 3위       | 지네딘 지단           | 2019년 3월 11일  |
| 세비야          | 파블로 마친          | 경질                   | 2019년 3월 15일  | 6위       | 호아킨 카파로스       | 2019년 3월 15일  |
| 라요 바예카노   | 미첼                 | 경질                   | 2019년 3월 18일  | 19위      | 파코 헤메스           | 2019년 3월 20일  |

## 리그 결과

### 요약
몇몇 구단들은 시즌 개막 전에 사령탑을 교체했다. 이들 중 레알 마드리드는 지네딘 지단이 챔피언스리그 3연패를 이룩하면서 감독 자리가 공석이 되었다. 그의 후임 감독은 훌렌 로페테기로 본래 러시아에서 열리는 2018 월드컵에 스페인 국가대표팀을 이끌 감독이었지만, 조기 취임 발표로 인해 국가대표팀 감독에서 해임되었다. 그 외에도 교체된 감독으로는 세비야의 파블로 마친 감독으로 그는 전 시즌에 승격 새내기 지로나를 훌륭히 이끌었었다.
이적 시장에서, 대형 이적이 발생했는데, 레알 마드리드는 크리스티아누 호날두를 유벤투스에 €112M의 이적료로 유벤투스에 매각했다. 포르투갈 공격수는 2009년부터 9년 동안 스페인 수도 연고 구단 소속으로 450경기에 출전해 438골을 기록했다. 레알 마드리드가 이 시즌을 앞두고 영입한 선수로는 벨기에의 국가대표 수문장 티보 쿠르투아와 친정에 복귀한 공격수 마리아노로, 각각 첼시와 리옹에서 €35M과 €22M에 입단했다. 전 시즌 우승을 거둔 바르셀로나는 수비에 클레망 랑글레, 중원에 아르투로 비달을 영입했고, 브라질 공격수 마우콩이 €40M 넘는 이적료에 입단했다. 반면 안드레스 이니에스타는 16년의 바르셀로나 생활을 성공적으로 마치고 일본의 비셀 고베로 떠났다.
아틀레티코 마드리드의 노장 가비와 페르난도 토레스도 오래 활약했던 친정을 떠나 아시아로 떠났고, 이들을 대신해 월드컵 우승을 거둔 프랑스의 미드필더 토마 르마르와 포르투갈의 젤송 마르팅스를 영입했다. 전 시즌을 성공리에 보내면서 리그를 4위로 마치고 챔피언스리그에 복귀한 발렌시아는 포르투갈의 측면 선수 곤살루 게드스를 파리 생제르맹으로부터, 조프레 콩도비아는 인테르나치오날레에서 완전 영입했다. 공격수 시모네 차차와 미드필더 주앙 칸셀루는 모두 이탈리아로 떠났고, 이들을 대신해 케뱅 가메이로가 도착했다. 아틀레틱 빌바오는 케파 아리사발라가를 첼시에 당시 골키퍼로는 역대 최고 이적료인 €80M으로 매각했다.
이 시즌의 10번째 경기는 시즌 첫 고전 더비 경기로, 바르셀로나가 안방에서 루이스 수아레스의 해트트릭에 힘입어 레알 마드리드를 5-1로 완파했고, 마드리드는 9위까지 떨어졌고, 로페테기 감독은 불과 취임 5개월 만에 해고장을 받았다. 초반에 앞서나간 구단들 중에는 세비야가 있었는데, 안드레 실바와 위삼 벤 예데르가 막강한 공격진을 이룩했고, 알라베스는 10월 중순에 선두를 잠깐 차지했으며, 에스파뇰은 중국인 구단주에게, 바야돌리드는 전 브라질 국가대표 호나우두에게 매각되었다.

### 최종 순위
| 순위 | 팀                  | 경기 | 승 | 무 | 패 | 득 | 실 | 차  | 승점 | 참가 자격 및 강등           |
| ---- | ------------------- | ---- | -- | -- | -- | -- | -- | --- | ---- | --------------------------- |
| 1    | 바르셀로나 (C)      | 38   | 26 | 9  | 3  | 90 | 36 | +54 | 87   | 챔피언스리그 조별 리그 진출 |
| 2    | 아틀레티코 마드리드 | 38   | 22 | 10 | 6  | 55 | 29 | +26 | 76   | 챔피언스리그 조별 리그 진출 |
| 3    | 레알 마드리드       | 38   | 21 | 5  | 12 | 63 | 46 | +17 | 68   | 챔피언스리그 조별 리그 진출 |
| 4    | 발렌시아            | 38   | 15 | 16 | 7  | 51 | 35 | +16 | 61   | 챔피언스리그 조별 리그 진출 |
| 5    | 헤타페              | 38   | 15 | 14 | 9  | 48 | 35 | +13 | 59   | 유로파리그 조별 리그 진출   |
| 6    | 세비야              | 38   | 17 | 8  | 13 | 62 | 47 | +15 | 59   | 유로파리그 조별 리그 진출   |
| 7    | 에스파뇰            | 38   | 14 | 11 | 13 | 48 | 50 | −2  | 53   | 유로파리그 2차 예선전 진출  |
| 8    | 아틀레틱 빌바오     | 38   | 13 | 14 | 11 | 41 | 45 | −4  | 53   |                             |
| 9    | 레알 소시에다드     | 38   | 13 | 11 | 14 | 45 | 46 | −1  | 50   |                             |
| 10   | 베티스              | 38   | 14 | 8  | 16 | 44 | 52 | −8  | 50   |                             |
| 11   | 알라베스            | 38   | 13 | 11 | 14 | 39 | 50 | −11 | 50   |                             |
| 12   | 에이바르            | 38   | 11 | 14 | 13 | 46 | 50 | −4  | 47   |                             |
| 13   | 레가네스            | 38   | 11 | 12 | 15 | 37 | 43 | −6  | 45   |                             |
| 14   | 비야레알            | 38   | 10 | 14 | 14 | 49 | 52 | −3  | 44   |                             |
| 15   | 레반테              | 38   | 11 | 11 | 16 | 59 | 66 | −7  | 44   |                             |
| 16   | 바야돌리드          | 38   | 10 | 11 | 17 | 32 | 51 | −19 | 41   |                             |
| 17   | 셀타 비고           | 38   | 10 | 11 | 17 | 53 | 62 | −9  | 41   |                             |
| 18   | 지로나 (R)          | 38   | 9  | 10 | 19 | 37 | 53 | −16 | 37   | 세군다 디비시온으로 강등    |
| 19   | 우에스카 (R)        | 38   | 7  | 12 | 19 | 43 | 65 | −22 | 33   | 세군다 디비시온으로 강등    |
| 20   | 라요 바예카노 (R)   | 38   | 8  | 8  | 22 | 41 | 70 | −29 | 32   | 세군다 디비시온으로 강등    |

1. 1 2  헤타페는 세비야에 상대 전적으로 앞서서 윗 순위를 기록하였다: 세비야 0–2 헤타페, 헤타페 3–0 세비야.
2. 1 2  코파 델 레이를 우승한 발렌시아가 이미 리그 성적으로 유럽대항전 진출권을 확보함에 따라, 컵대회 우승에 따른 유로파리그 조별 리그 진출권은 리그 6위 구단에게 넘겨졌고, 6위에게 주어지는 유로파리그 2차 예선전 진출권은 리그 7위 구단에게 넘겨졌다.
3. 1 2  에스파뇰는 아틀레틱 빌바오에 상대 전적으로 앞서서 윗 순위를 기록하였다: 에스파뇰 1–0 아틀레틱 빌바오, 아틀레틱 빌바오 1–1 에스파뇰.
4. 1 2 3  레알 소시에다드는 베티스와 알라베스에 상대 전적으로 앞서서 윗 순위를 기록하였다: 레알 소시에다드 6점, 베티스 5점, 알라베스 5점. 베티스는 알라베스에 전체 골득실차로 앞서서 윗 순위를 기록하였다: 레알 베티스 -8, 알라베스 -11
5. 1 2  비야레알은 레반테에 상대 전적으로 앞서서 윗 순위를 기록하였다: 비야레알 1–1 레반테, 레반테 0–2 비야레알.
6. 1 2  바야돌리드는 셀타 비고에 상대 전적으로 앞서서 윗 순위를 기록하였다: 셀타 비고 3–3 바야돌리드, 바야돌리드 2–1 셀타 비고.

### 우승
| 라 리가 2018-19 우승   |
| ---------------------- |
| 바르셀로나 26번째 우승 |

### 순위 변동표
다음 순위 변동표는 매 라운드가 끝난 후의 구단들 순위를 나타낸다. 시간대에 따른 상황을 반영하기 위해, 연기된 경기는 본래 경기가 치러진 시점에 반영되지 않으나, 최종전에만 반영된다. 예를 들어 13라운드 경기 일정이 16라운드와 17라운드 사이에 치러진 경우, 연기된 경기 결과는 16라운드의 순위 변동표에 반영된다.
| 구단 ＼ 라운드      | 1  | 2  | 3  | 4  | 5  | 6  | 7  | 8  | 9  | 10 | 11 | 12 | 13 | 14 | 15 | 16 | 17 | 18 | 19 | 20 | 21 | 22 | 23 | 24 | 25 | 26 | 27 | 28 | 29 | 30 | 31 | 32 | 33 | 34 | 35 | 36 | 37 | 38 |
| ------------------- | -- | -- | -- | -- | -- | -- | -- | -- | -- | -- | -- | -- | -- | -- | -- | -- | -- | -- | -- | -- | -- | -- | -- | -- | -- | -- | -- | -- | -- | -- | -- | -- | -- | -- | -- | -- | -- | -- |
| 바르셀로나          | 2  | 2  | 1  | 1  | 1  | 1  | 1  | 2  | 1  | 1  | 1  | 1  | 2  | 1  | 1  | 1  | 1  | 1  | 1  | 1  | 1  | 1  | 1  | 1  | 1  | 1  | 1  | 1  | 1  | 1  | 1  | 1  | 1  | 1  | 1  | 1  | 1  | 1  |
| 아틀레티코 마드리드 | 8  | 9  | 10 | 9  | 5  | 3  | 4  | 3  | 5  | 4  | 4  | 3  | 3  | 3  | 3  | 3  | 2  | 2  | 2  | 2  | 2  | 2  | 3  | 2  | 2  | 2  | 2  | 2  | 2  | 2  | 2  | 2  | 2  | 2  | 2  | 2  | 2  | 2  |
| 레알 마드리드       | 4  | 1  | 2  | 2  | 2  | 2  | 2  | 4  | 7  | 9  | 6  | 6  | 6  | 5  | 4  | 4  | 4  | 5  | 4  | 3  | 3  | 3  | 2  | 3  | 3  | 3  | 3  | 3  | 3  | 3  | 3  | 3  | 3  | 3  | 3  | 3  | 3  | 3  |
| 발렌시아            | 11 | 15 | 17 | 17 | 15 | 16 | 14 | 13 | 14 | 14 | 15 | 15 | 11 | 14 | 15 | 14 | 8  | 12 | 11 | 9  | 7  | 8  | 8  | 9  | 9  | 7  | 7  | 7  | 6  | 5  | 6  | 6  | 5  | 6  | 6  | 5  | 4  | 4  |
| 헤타페              | 17 | 11 | 9  | 5  | 10 | 11 | 10 | 14 | 10 | 8  | 8  | 11 | 12 | 9  | 8  | 7  | 7  | 7  | 6  | 6  | 6  | 5  | 5  | 5  | 4  | 4  | 4  | 4  | 4  | 4  | 4  | 5  | 4  | 4  | 4  | 4  | 5  | 5  |
| 세비야              | 1  | 3  | 5  | 12 | 7  | 5  | 3  | 1  | 4  | 3  | 3  | 2  | 1  | 2  | 2  | 2  | 3  | 3  | 3  | 4  | 4  | 4  | 4  | 4  | 5  | 6  | 6  | 6  | 7  | 6  | 5  | 4  | 6  | 5  | 5  | 6  | 6  | 6  |
| 에스파뇰            | 10 | 4  | 7  | 4  | 8  | 6  | 7  | 5  | 2  | 5  | 2  | 5  | 5  | 7  | 10 | 11 | 14 | 8  | 10 | 13 | 15 | 15 | 12 | 14 | 14 | 13 | 11 | 13 | 14 | 13 | 13 | 12 | 10 | 9  | 10 | 9  | 9  | 7  |
| 아틀레틱 빌바오     | 5  | 5  | 6  | 8  | 12 | 15 | 15 | 17 | 17 | 16 | 17 | 17 | 18 | 18 | 18 | 18 | 18 | 17 | 15 | 14 | 12 | 12 | 13 | 11 | 10 | 12 | 12 | 9  | 8  | 8  | 8  | 7  | 7  | 7  | 7  | 7  | 7  | 8  |
| 레알 소시에다드     | 7  | 7  | 8  | 13 | 9  | 10 | 13 | 9  | 9  | 12 | 13 | 10 | 8  | 10 | 13 | 15 | 15 | 11 | 8  | 8  | 9  | 9  | 9  | 7  | 8  | 9  | 9  | 10 | 10 | 10 | 10 | 10 | 11 | 11 | 9  | 8  | 8  | 9  |
| 베티스              | 20 | 18 | 13 | 10 | 13 | 8  | 5  | 8  | 11 | 13 | 14 | 12 | 14 | 11 | 7  | 5  | 6  | 6  | 7  | 7  | 8  | 6  | 7  | 8  | 7  | 8  | 8  | 8  | 9  | 9  | 9  | 9  | 9  | 10 | 11 | 13 | 10 | 10 |
| 알라베스            | 19 | 17 | 11 | 7  | 3  | 4  | 6  | 6  | 3  | 2  | 5  | 4  | 4  | 4  | 5  | 6  | 5  | 4  | 5  | 5  | 5  | 7  | 6  | 6  | 6  | 5  | 5  | 5  | 5  | 7  | 7  | 8  | 8  | 8  | 8  | 10 | 11 | 11 |
| 에이바르            | 14 | 19 | 15 | 15 | 11 | 13 | 16 | 12 | 12 | 15 | 12 | 13 | 10 | 12 | 14 | 13 | 13 | 13 | 16 | 11 | 10 | 10 | 10 | 10 | 11 | 10 | 10 | 11 | 11 | 11 | 12 | 13 | 13 | 13 | 12 | 11 | 12 | 12 |
| 레가네스            | 15 | 12 | 19 | 20 | 20 | 18 | 20 | 18 | 18 | 18 | 18 | 18 | 17 | 16 | 16 | 16 | 16 | 16 | 14 | 15 | 16 | 13 | 11 | 13 | 12 | 11 | 13 | 14 | 12 | 12 | 11 | 11 | 12 | 12 | 13 | 12 | 13 | 13 |
| 비야레알            | 16 | 13 | 18 | 14 | 14 | 9  | 12 | 16 | 16 | 17 | 16 | 16 | 16 | 17 | 17 | 17 | 17 | 18 | 19 | 19 | 19 | 19 | 19 | 18 | 18 | 18 | 17 | 17 | 17 | 17 | 18 | 15 | 14 | 14 | 14 | 15 | 14 | 14 |
| 레반테              | 3  | 10 | 4  | 11 | 16 | 17 | 17 | 11 | 8  | 7  | 7  | 8  | 9  | 6  | 6  | 8  | 10 | 10 | 12 | 10 | 11 | 14 | 14 | 12 | 13 | 15 | 15 | 15 | 15 | 15 | 15 | 16 | 17 | 15 | 16 | 16 | 15 | 15 |
| 바야돌리드          | 13 | 14 | 16 | 19 | 18 | 14 | 9  | 7  | 6  | 6  | 9  | 7  | 13 | 15 | 12 | 12 | 12 | 15 | 13 | 16 | 13 | 14 | 15 | 16 | 16 | 16 | 16 | 16 | 16 | 16 | 17 | 18 | 18 | 17 | 18 | 17 | 16 | 16 |
| 셀타 비고           | 9  | 8  | 3  | 3  | 4  | 7  | 8  | 10 | 13 | 10 | 11 | 14 | 15 | 13 | 11 | 9  | 11 | 14 | 17 | 17 | 18 | 16 | 16 | 17 | 17 | 17 | 18 | 18 | 18 | 18 | 16 | 17 | 15 | 16 | 15 | 14 | 17 | 17 |
| 지로나              | 12 | 16 | 12 | 6  | 6  | 12 | 11 | 15 | 15 | 11 | 10 | 9  | 7  | 8  | 9  | 10 | 9  | 9  | 9  | 12 | 14 | 17 | 17 | 15 | 15 | 14 | 14 | 12 | 13 | 14 | 14 | 14 | 16 | 18 | 17 | 18 | 18 | 18 |
| 우에스카            | 6  | 6  | 14 | 16 | 17 | 20 | 19 | 20 | 20 | 20 | 20 | 20 | 20 | 20 | 20 | 20 | 20 | 20 | 20 | 20 | 20 | 20 | 20 | 20 | 20 | 20 | 20 | 20 | 20 | 20 | 20 | 20 | 20 | 19 | 20 | 20 | 20 | 19 |
| 라요 바예카노       | 18 | 20 | 20 | 18 | 19 | 19 | 18 | 19 | 19 | 19 | 19 | 19 | 19 | 19 | 19 | 19 | 19 | 19 | 18 | 18 | 17 | 18 | 18 | 19 | 19 | 19 | 19 | 19 | 19 | 19 | 19 | 19 | 19 | 20 | 19 | 19 | 19 | 20 |

출처: BD푸트볼

### 결과
| 홈 \ 어웨이         | ALA | ATH | ATM | BAR | CEL | EIB | ESP | GET | GIR | HUE | LEG | LEV | RAY | BET | RMA | RSO | SEV | VAL | VLD | VIL |
| ------------------- | --- | --- | --- | --- | --- | --- | --- | --- | --- | --- | --- | --- | --- | --- | --- | --- | --- | --- | --- | --- |
| 알라베스            | —   | 0–0 | 0-4 | 0–2 | 0-0 | 1-1 | 2–1 | 1–1 | 2-1 | 2–1 | 1-1 | 2-0 | 0–1 | 0–0 | 1–0 | 0-1 | 1–1 | 2–1 | 2–2 | 2–1 |
| 아틀레틱 빌바오     | 1-1 | —   | 2-0 | 0-0 | 3-1 | 1-0 | 1–1 | 1–1 | 1–0 | 2–2 | 2–1 | 3-2 | 3-2 | 1–0 | 1–1 | 1–3 | 2–0 | 0–0 | 1–1 | 0–3 |
| 아틀레티코 마드리드 | 3–0 | 3–2 | —   | 1–1 | 2-0 | 1–1 | 1–0 | 2–0 | 2–0 | 3–0 | 1–0 | 1–0 | 1–0 | 1–0 | 1–3 | 2–0 | 1-1 | 3–2 | 1-0 | 2-0 |
| 바르셀로나          | 3–0 | 1–1 | 2–0 | —   | 2–0 | 3–0 | 2-0 | 2–0 | 2–2 | 8–2 | 3–1 | 1–0 | 3-1 | 3–4 | 5-1 | 2-1 | 4–2 | 2–2 | 1-0 | 2–0 |
| 셀타 비고           | 0–1 | 1–2 | 2–0 | 2-0 | —   | 4–0 | 1–1 | 1–1 | 2-1 | 2–0 | 0–0 | 1-4 | 2-2 | 0-1 | 2–4 | 3-1 | 1–0 | 1–2 | 3–3 | 3-2 |
| 에이바르            | 2–1 | 1–1 | 0–1 | 2–2 | 1-0 | —   | 3–0 | 2–2 | 3–0 | 1–2 | 1–0 | 4–4 | 2-1 | 1-0 | 3–0 | 2–1 | 1–3 | 1–1 | 1-2 | 0–0 |
| 에스파뇰            | 2–1 | 1–0 | 3-0 | 0–4 | 1-1 | 1–0 | —   | 1-1 | 1–3 | 1-1 | 1–0 | 1–0 | 2-1 | 1–3 | 2–4 | 2-0 | 0-1 | 2–0 | 3–1 | 3–1 |
| 헤타페              | 4–0 | 1–0 | 0–2 | 1–2 | 3–1 | 2–0 | 3–0 | —   | 2-0 | 2-1 | 0-2 | 0–1 | 2-1 | 2–0 | 0-0 | 1–0 | 3-0 | 0–1 | 0–0 | 2-2 |
| 지로나              | 1–1 | 1-2 | 1–1 | 0–2 | 3–2 | 2–3 | 1–2 | 1–1 | —   | 0-2 | 0–0 | 1-2 | 2–1 | 0–1 | 1–4 | 0-0 | 1-0 | 2-3 | 0–0 | 0-1 |
| 우에스카            | 1-3 | 0-1 | 0–3 | 0-0 | 3-3 | 2-0 | 0–2 | 1–1 | 1–1 | —   | 2-1 | 2–2 | 0–1 | 2–1 | 0–1 | 0–1 | 2-1 | 2-6 | 4–0 | 2–2 |
| 레가네스            | 1–0 | 0-1 | 1–1 | 2–1 | 0-0 | 2–2 | 0-2 | 1–1 | 0-2 | 1–0 | —   | 1–0 | 1–0 | 3–0 | 1–1 | 2–2 | 1–1 | 1-1 | 1-0 | 0–1 |
| 레반테              | 2–1 | 3–0 | 2-2 | 0–5 | 1–2 | 2-2 | 2-2 | 0–0 | 2–2 | 2-2 | 2–0 | —   | 4–1 | 4–0 | 1-2 | 1–3 | 2–6 | 2–2 | 2–0 | 0–2 |
| 라요 바예카노       | 1–5 | 1–1 | 0-1 | 2–3 | 4–2 | 1–0 | 2–2 | 1–2 | 0–2 | 0-0 | 1–2 | 2–1 | —   | 1-1 | 1–0 | 2–2 | 1–4 | 2-0 | 1-2 | 2–2 |
| 베티스              | 1-1 | 2–2 | 1–0 | 1-4 | 3–3 | 1–1 | 1–1 | 1-2 | 3–2 | 2-1 | 1–0 | 0–3 | 2–0 | —   | 1–2 | 1–0 | 1–0 | 1-2 | 0–1 | 2-1 |
| 레알 마드리드       | 3–0 | 3-0 | 0–0 | 0-1 | 2-0 | 2-1 | 1–0 | 2–0 | 1-2 | 3–2 | 4–1 | 1–2 | 1–0 | 0-2 | —   | 0–2 | 2–0 | 2–0 | 2–0 | 3-2 |
| 레알 소시에다드     | 0–1 | 2–1 | 0-2 | 1–2 | 2–1 | 1-1 | 3–2 | 2-1 | 0–0 | 0–0 | 3-0 | 1-1 | 2–2 | 2-1 | 3-1 | —   | 0–0 | 0–1 | 1–2 | 0–1 |
| 세비야              | 2–0 | 2-0 | 1–1 | 2-4 | 2–1 | 2-2 | 2–1 | 0–2 | 2–0 | 2–1 | 0-3 | 5–0 | 5–0 | 3-2 | 3–0 | 5–2 | —   | 0-1 | 1–0 | 0–0 |
| 발렌시아            | 3-1 | 2-0 | 1–1 | 1–1 | 1–1 | 0-1 | 0-0 | 0-0 | 0–1 | 2–1 | 1–1 | 3-1 | 3–0 | 0–0 | 2-1 | 0-0 | 1–1 | —   | 1–1 | 3–0 |
| 바야돌리드          | 0–1 | 1–0 | 2–3 | 0–1 | 2–1 | 0–0 | 1–1 | 2-2 | 1–0 | 1–0 | 2–4 | 2–1 | 0–1 | 0-2 | 1-4 | 1-1 | 0-2 | 0-2 | —   | 0–0 |
| 비야레알            | 1–2 | 1–1 | 1–1 | 4-4 | 2–3 | 1-0 | 2–2 | 1–2 | 0–1 | 1-1 | 2-1 | 1–1 | 3-1 | 2–1 | 2–2 | 1–2 | 3-0 | 0–0 | 0–1 | —   |

## 시즌 통계

### 득점
- 시즌 1호골: 
  로헤르 마르티 (레반테 vs 베티스, 2018년 8월 17일)[86]
- 시즌 마지막 골: 
  파블로 데 블라시스 (에이바르 vs 바르셀로나, 2019년 5월 19일)[87]

### 득점 집계

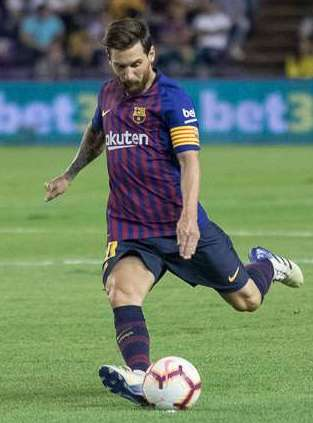
리오넬 메시는 통산 6번째 트로페오 피치치를 획득해 텔모 사라와 최다 득점왕 횟수 동률을 이루었다.

| 순위 | 이름                | 골 | 구단                |
| ---- | ------------------- | -- | ------------------- |
| 1    | 리오넬 메시         | 36 | 바르셀로나          |
| 2    | 카림 벤제마         | 21 | 레알 마드리드       |
| 2    | 루이스 수아레스     | 21 | 바르셀로나          |
| 4    | 이아고 아스파스     | 20 | 셀타 비고           |
| 5    | 크리스티안 스투아니 | 19 | 지로나              |
| 6    | 위삼 벤 예데르      | 18 | 세비야              |
| 7    | 보르하 이글레시아스 | 17 | 에스파뇰            |
| 8    | 앙투안 그리즈만     | 15 | 아틀레티코 마드리드 |
| 9    | 샤를리스            | 14 | 에이바르            |
| 9    | 라울 데 토마스      | 14 | 라요 바예카노       |
| 9    | 하이메 마타         | 14 | 헤타페              |
| 9    | 호르헤 몰리나       | 14 | 헤타페              |

### 도움 집계

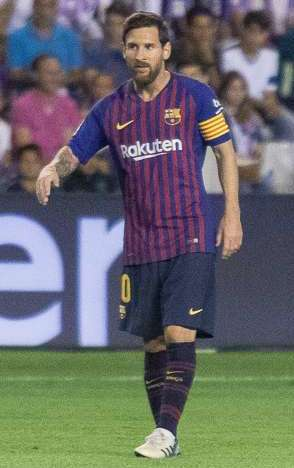
득점왕에 등극한 것 외에도 리오넬 메시는 13도움으로 시즌 최다 도움을 기록했다.

| 순위 | 이름            | 도움 | 구단                |
| ---- | --------------- | ---- | ------------------- |
| 1    | 리오넬 메시     | 13   | 바르셀로나          |
| 1    | 파블로 사라비아 | 13   | 세비야              |
| 3    | 산티 카솔라     | 10   | 비야레알            |
| 3    | 호니            | 10   | 알라베스            |
| 5    | 위삼 벤 예데르  | 9    | 세비야              |
| 5    | 호세 캄파냐     | 9    | 레반테              |
| 5    | 앙투안 그리즈만 | 9    | 아틀레티코 마드리드 |
| 8    | 조르디 알바     | 8    | 바르셀로나          |
| 9    | 모이 고메스     | 7    | 우에스카            |
| 9    | 브라이스 멘데스 | 7    | 셀타 비고           |
| 9    | 다니 파레호     | 7    | 발렌시아            |
| 9    | 세르지 로베르토 | 7    | 바르셀로나          |
| 9    | 아르투로 비달   | 7    | 바르셀로나          |

### 트로페오 사모라

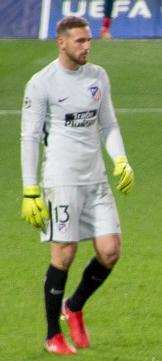
얀 오블라크는 4년 연속 트로페오 사모라의 주인공이 되어, 2009년부터 2012년까지 수상자였던 빅토르 발데스와 기록으로 어깨를 나란히 했다.

마르카지는 최저 실점률을 기록한 골키퍼에게 트로페오 사모라를 수상했다. 이 상의 수상 자격을 얻으려면 최소 28경기 이상 출전해야 하며, 1경기 출전을 인정받으려면 해당 경기를 60분 이상 출전해야 했다.
| 순위 | 이름                    | 실점 | 경기 | 실점률 | 구단                |
| ---- | ----------------------- | ---- | ---- | ------ | ------------------- |
| 1    | 얀 오블라크             | 27   | 37   | 0.73   | 아틀레티코 마드리드 |
| 2    | 마크-안드레 테어 슈테겐 | 32   | 35   | 0.91   | 바르셀로나          |
| 3    | 다비드 소리아           | 34   | 37   | 0.92   | 헤타페              |
| 4    | 네투                    | 34   | 34   | 1      | 발렌시아            |
| 5    | 이아고 에레린           | 32   | 31   | 1.03   | 아틀레틱 빌바오     |

### 해트트릭 목록
| 선수             | 구단          | 상대            | 결과     | 날짜             | 라운드 |
| ---------------- | ------------- | --------------- | -------- | ---------------- | ------ |
| 안드레 실바      | 세비야        | 라요 바예카노   | 4–1 (원) | 2018년 8월 19일  | 1      |
| 위삼 벤 예데르   | 세비야        | 레반테          | 6–2 (원) | 2018년 9월 23일  | 5      |
| 이아고 아스파스  | 셀타 비고     | 에이바르        | 4–0 (안) | 2018년 10월 27일 | 10     |
| 루이스 수아레스  | 바르셀로나    | 레알 마드리드   | 5–1 (안) | 2018년 10월 28일 | 10     |
| 리오넬 메시      | 바르셀로나    | 레반테          | 5–0 (원) | 2018년 12월 16일 | 16     |
| 라울 데 토마스   | 라요 바예카노 | 셀타 비고       | 4–2 (안) | 2019년 1월 11일  | 19     |
| 유세프 엔-네시리 | 레가네스      | 베티스          | 3–0 (안) | 2019년 2월 10일  | 23     |
| 리오넬 메시      | 바르셀로나    | 세비야          | 4–2 (원) | 2019년 2월 23일  | 25     |
| 위삼 벤 예데르   | 세비야        | 레알 소시에다드 | 5–2 (안) | 2019년 3월 10일  | 27     |
| 리오넬 메시      | 바르셀로나    | 베티스          | 4–1 (원) | 2019년 3월 17일  | 28     |
| 카림 벤제마      | 레알 마드리드 | 아틀레틱 빌바오 | 3–0 (안) | 2019년 4월 21일  | 33     |

참고
(안) – 안방 경기; (원) – 원정 경기

### 징계
출처:
개인
- 최다 경고 선수: 3명 (각 17회) 
  알바로 (비야레알),   에베르 바네가 (세비야),   마리오 가스파르 (비야레알)

 헤페르손 레르마 (레반테, 16회)
- 최다 퇴장 선수: 11명 (각 2회) 
  루이스 아드빈쿨라 (라요 바예카노),  알바로 (비야레알),  압둘라예 바 (라요 바예카노),  에베르 바네가 (세비야),  에리크 카바코 (레반테),  구스타보 카브랄 (셀타 비고),  젠네 다코남 (헤타페),  오스카르 데 마르코스 (아틀레틱 빌바오),  베르나르도 에스피노사 (지로나),  호르헤 풀리도 (우에스카),  루벤 로치나 (레반테)

구단
- 최다 경고 구단: 아틀레틱 빌바오 (121회)
- 최다 퇴장 구단: 라요 바예카노 (8회)
- 최소 경고 구단: 바르셀로나 (77회)
- 최소 퇴장 구단: 바야돌리드(0회)

### 관중 통계
무관중으로 진행된 경기는 통계에서 제외되어 있다.
| 순위 | 구단                | 합계       | 최고   | 최저   | 평균   | 변동    |
| ---- | ------------------- | ---------- | ------ | ------ | ------ | ------- |
| 1    | 바르셀로나          | 1,428,956  | 91,077 | 50,670 | 75,208 | +8.4%   |
| 2    | 레알 마드리드       | 1,151,359  | 78,819 | 46,294 | 60,598 | −7.7%   |
| 3    | 아틀레티코 마드리드 | 1,065,049  | 67,804 | 40,863 | 56,055 | +1.0%   |
| 4    | 베티스              | 838,425    | 53,443 | 28,078 | 44,128 | −4.9%   |
| 5    | 아틀레틱 빌바오     | 775,197    | 47,629 | 34,060 | 40,800 | +9.2%   |
| 6    | 발렌시아            | 751,756    | 46,280 | 35,518 | 39,566 | +2.3%   |
| 7    | 세비야              | 685,995    | 42,877 | 28,134 | 36,105 | +9.2%   |
| 8    | 레알 소시에다드     | 422,932    | 27,322 | 16,417 | 22,260 | +13.0%  |
| 9    | 레반테              | 373,673    | 23,736 | 16,198 | 19,667 | +11.2%  |
| 10   | 에스파뇰            | 362,219    | 25,700 | 13,469 | 19,064 | +8.0%   |
| 11   | 바야돌리드          | 358,112    | 22,585 | 16,136 | 18,848 | +61.2%1 |
| 12   | 셀타 비고           | 336,390    | 22,564 | 13,266 | 17,705 | +8.6%   |
| 13   | 비야레알            | 336,390    | 22,564 | 13,266 | 17,705 | −0.2%   |
| 14   | 알라베스            | 279,371    | 19,349 | 10,394 | 14,704 | −5.7%   |
| 15   | 라요 바예카노       | 224,998    | 13,691 | 10,040 | 11,842 | +26.1%1 |
| 16   | 헤타페              | 205,088    | 14,721 | 7,600  | 10,836 | +5.9%   |
| 17   | 지로나              | 205,047    | 13,649 | 6,482  | 10,792 | +5.4%   |
| 18   | 레가네스            | 190,325    | 11,638 | 4,155  | 10,017 | +7.3%   |
| 19   | 우에스카            | 125,660    | 7,343  | 5,630  | 6,614  | +57.9%1 |
| 20   | 에이바르            | 92,675     | 6,519  | 3,652  | 4,878  | −8.4%   |
|      | 리그 합계           | 10,190,558 | 91,077 | 3,652  | 26,817 | −0.6%   |

출처: 월드 풋볼
참고:
1: 전 시즌 세군다 디비시온 소속

## 라리가 시상식

### 월간
| 월   | 이달의 선수     | 이달의 선수         | 주      |
| 월   | 선수            | 구단                | 주      |
| ---- | --------------- | ------------------- | ------- |
| 9월  | 리오넬 메시     | 바르셀로나          | [ 93 ]  |
| 10월 | 루이스 수아레스 | 바르셀로나          | [ 94 ]  |
| 11월 | 토마시 바츨리크 | 세비야              | [ 95 ]  |
| 12월 | 앙투안 그리즈만 | 아틀레티코 마드리드 | [ 96 ]  |
| 1월  | 이냐키 윌리암스 | 아틀레틱 빌바오     | [ 97 ]  |
| 2월  | 하이메 마타     | 헤타페              | [ 98 ]  |
| 3월  | 리오넬 메시     | 바르셀로나          | [ 99 ]  |
| 4월  | 이아고 아스파스 | 셀타 비고           | [ 100 ] |

## 같이 보기
- 세군다 디비시온 2018-19
- 코파 델 레이 2018-19